# Mandy Huydts
Mandy Claire Huydts (Hilversum, 9 april 1969) is een Nederlandse zangeres en stemactrice. Ze volgde een zangopleiding aan het conservatorium.

## Loopbaan
Huydts maakte tussen 1981 en 1985 deel uit van het koor van Kinderen voor Kinderen en deed in 1986 met Frizzle Sizzle mee aan het Eurovisiesongfestival. Ze begon later het duo Justian & Mandy met Franky Justian Rampen. Sinds 1991 is zij een van de "Frogettes", de achtergrondzangeressen van René Froger en De Toppers. Daarnaast spreekt zij stemmen in voor animatiefilms (zoals De zwanenprinses), animatieseries (zoals Pokémon als Zuster Joy), jingles (Koffietijd) en commercials.
Ze was jaren de stem van Alex uit Totally Spies.
In 2011 mocht zij tijdens het Eurovisiesongfestival namens Nederland de punten doorgeven. Toen de twaalf punten naar Denemarken gingen, was de leadzanger van A Friend In London zo blij dat hij in de camera wees en riep: "You go babe, I want you, I want to fuck you!" De uitspraak leidde in Denemarken tot grote ophef; Huydts kon er wel om lachen.
In 2019 was Huydts te zien als lid van de 100-koppige jury in het televisieprogramma All Together Now.

## Privé
Mandy Huydts is een achternicht van de jong overleden actrice Frédérique Huydts.

## Discografie

### Cd's
- Mandy Huydts (1994)
- Lieve Maan (2004) (CD bij van het boek 'Lieve maan, de mooiste liedjes voor het slapengaan' door Sil van Speijk)

### Cd-singles
- Tijd Vliegt Voorbij (1994)
- De Zon (1994)
- Alles wat ik voel (1994)
- Hou Me Vast (1996) (van het te later te verschijnen album "Levensecht")